# جاده ای۲
جاده ای۲ (انگلیسی: A2 road) یکی از جاده‌های کشور انگلستان است.
این جاده که از جنوب شهر لندن شروع میشود در دوور به پایان میرسد و به کانال مانش متصل میشود، طول این جاده ۱۱۵٫۷۹ کیلومتر است.

## نگارخانه

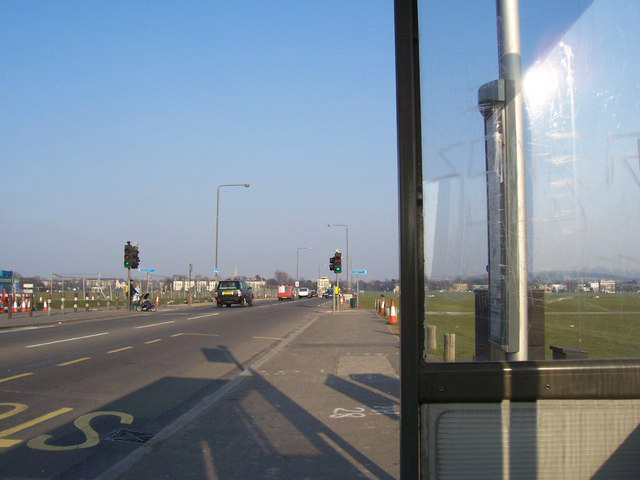
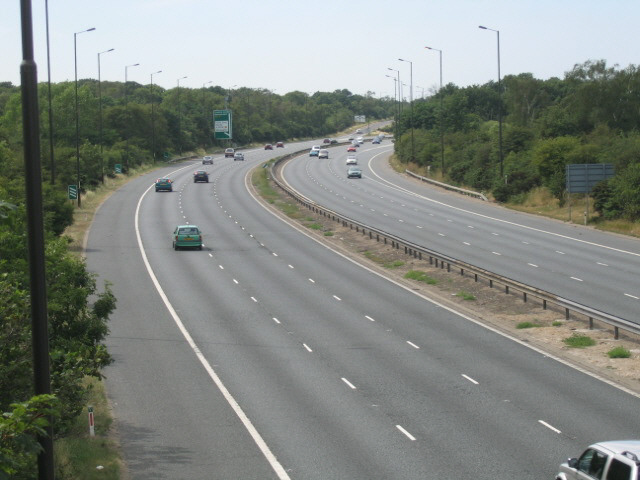
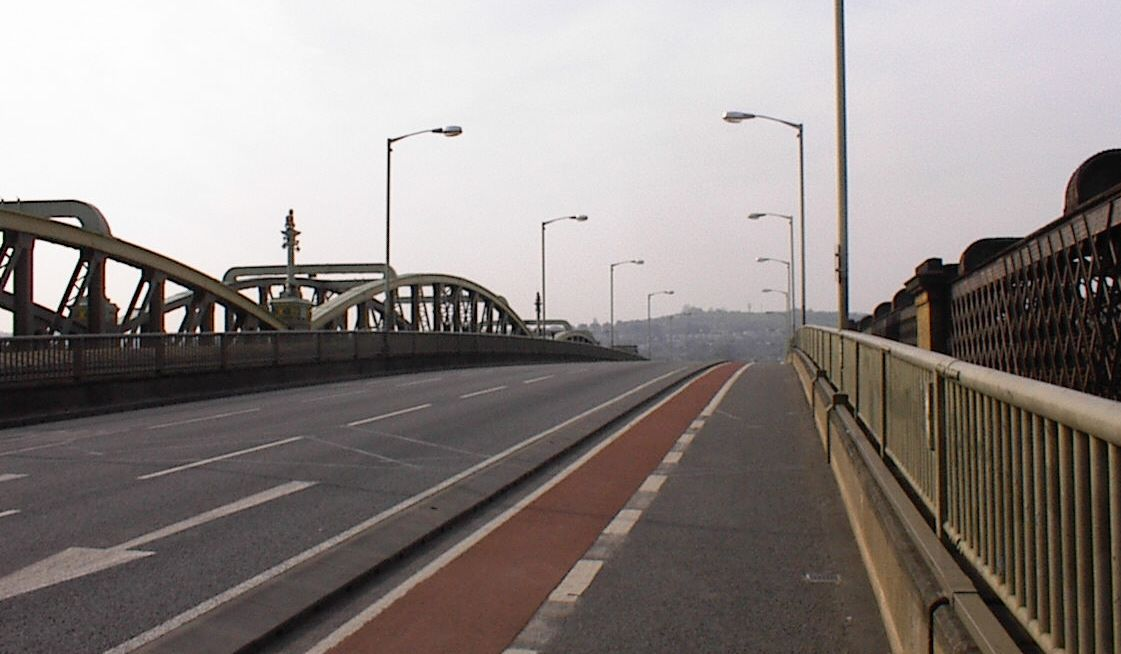